# Streptocephalus cladophorus
Streptocephalus cladophorus är en kräftdjursart som beskrevs av Barnard 1924. Streptocephalus cladophorus ingår i släktet Streptocephalus och familjen Streptocephalidae. Inga underarter finns listade i Catalogue of Life.